# Vidigueira
Vidigueira és un municipi portuguès al districte de Beja, a la regió d'Alentejo i a la subregió del Baixo Alentejo. L'any 2006 tenia 5.953 habitants. Limita al nord amb Portel, a l'est amb Moura, al sud-est amb Serpa, al sud amb Beja i a l'oest amb Cuba.
| Població del concelho de Vidigueira (1801 – 2004) | Població del concelho de Vidigueira (1801 – 2004) | Població del concelho de Vidigueira (1801 – 2004) | Població del concelho de Vidigueira (1801 – 2004) | Població del concelho de Vidigueira (1801 – 2004) | Població del concelho de Vidigueira (1801 – 2004) | Població del concelho de Vidigueira (1801 – 2004) | Població del concelho de Vidigueira (1801 – 2004) | Població del concelho de Vidigueira (1801 – 2004) |
| ------------------------------------------------- | ------------------------------------------------- | ------------------------------------------------- | ------------------------------------------------- | ------------------------------------------------- | ------------------------------------------------- | ------------------------------------------------- | ------------------------------------------------- | ------------------------------------------------- |
| 1801                                              | 1849                                              | 1900                                              | 1930                                              | 1960                                              | 1981                                              | 1991                                              | 2001                                              | 2004                                              |
| 3277                                              | 5759                                              | 8813                                              | 10621                                             | 10594                                             | 7405                                              | 6305                                              | 6188                                              | 6019                                              |